# Воскресенский собор (Тутаев)
Собор Воскресения Христова (Воскресенский собор) — православный храм в городе Тутаеве (Романов-Борисоглебске) Ярославской области, расположенный на Борисоглебской стороне города. Памятник церковной архитектуры второй половины XVII века. Относится к Рыбинской епархии Русской православной церкви.

## Расположение храма
Храм расположен в правобережной, западной части города, бывшей Борисоглебской слободе, которая в настоящее время стала центральным районом города. Поставленный на высоком месте, крупный собор служил архитектурной доминантой города. Он расположен на площади, замыкая перспективу выходящих к нему улиц, которые в прошлом были главными улицами слободы. Особенно заметна его доминирующая роль с левобережной стороны города или непосредственно с реки. C северной стороны храма расположен овраг, алтарная часть обращена к реке Волга, поэтому основными направлениями доступа к храму служат южное и западное. В южном направлении от храма в прошлом располагался центр борисоглебской стороны. Современная застройка разместилась к западу от храма.

## История
Храм строили с 1652 по 1687 год. Он был возведён на месте обветшавшего деревянного храма во имя Бориса и Глеба, по которому и называлась слобода. Первый храм на этом месте появился предположительно в 1238 году. В 1652 году была выстроена каменная шатровая с трапезной и двумя приделами церковь, которая была освящена 24 июля 1652 года.
Однако уже в 1670 году «от тягости шатровые верхи разселись во многих местах». Было принято решение построить более крупный храм, который намеревались сделать уже двухъярусным. Строительство, согласно летописи, вдохновлялось «священниками Иваном Григорьевичем и Осипом Федоровичем, земским старостой Микитой Малодушкиным с товарищами» и «мирскими старостами Захаром Котловановым, Корнилом и Матфеем Седуновым». Были разобраны шатры для надстройки верхней церкви.
Для перестройки были приглашены ярославские мастера, имена которых неизвестны. В ходе реконструкции первоначальный замысел был существенно изменён. Собор был существенно расширен и вместо храма с трапезной выстроен собор с галереей.
Главный престол нового собора был освящен летом 1675 года. После строительства собора в слободе были разобраны некоторые ветхие церкви, убранство которых было перенесено в Воскресенский собор.
В XVIII веке был перестроен верх колокольни, вероятно, из-за плохого состояния прежнего, в результате чего она стала несколько ниже.
Сооружение Воскресенского собора происходило в начальный период раскола, причём соседний с Борисоглебской слободой Романов не только был непосредственно вовлечён в раскольническое движение, но и был одним из центров старообрядчества. В Романове проповедовал знаменитый «расколоучитель» иерей Лазарь, в 1682 году сожжённый в Пустозерске вместе с протопопом Аввакумом. Много старообрядцев жило в Романове-Борисоглебске вплоть до XIX века.

### Георгий Седов
Храм не закрывался при советской власти, поэтому в нём в основном сохранилось внутреннее убранство, иконостас, росписи. По той же причине они сравнительно мало изучены искусствоведами.
Восстановлением и сохранением убранства храма в последние 20 лет своей жизни занимался проживавший в Тутаеве исповедник Георгий (Седов), впоследствии прославленный в лике святого Русской православной церковью.

## Архитектура

### Колокольня и Святые ворота
Храм расположен на участке, обнесённом кирпичной оградой, и имеет отдельно стоящую колокольню. Шатровая, отдельно стоящая колокольня и ограда со святыми воротами воздвигнуты одновременно с храмом.
Колокольня вынесена на значительное расстояние от храма в сторону алтарей на береговой откос. Это можно объяснить попытками архитекторов создать наиболее гармоничный и выразительный силуэт архитектурного ансамбля со стороны реки: так как Волга была важной судоходной дорогой, многие люди видели собор в первую очередь именно с неё.

### Храм
Старая постройка была вытянута по оси восток — запад. Новые мастера создали пятиглавый четырёхстолпный двухъярусный храм, который обнесен обширной галереей и имеет два богато декорированных крыльца. Храм стоит на подклете, в котором расположена зимняя церковь Богоматери Смоленской. У церкви два придела — северный, освященный в честь Петра и Павла, и южный, Бориса и Глеба. Изначально слобожане просили архиерея позволить разместить на верхнем ярусе нового храма придел во имя Бориса и Глеба, в нижнем — во имя Николая Чудотворца, а на паперти — Благовещенский и Петропавловский. Благовещенский придел, однако, так и не был построен.
Галерея покоится на сводчатых арках, в глубине которых расположены окна нижнего храма. В прошлом нижняя аркада была открытой, сейчас она остеклена. Центральная часть храма освещается через окна, расположенные над окружающей храм галереей, и световые барабаны. Небольшие окна есть также и между центральной частью и галереей. Приделы располагаются на галерее, имеют маленькие главки на глухих барабанах. С южной (обращенной к центру города) и западной стороны у храма есть крыльца, ведущие на галерею. Оба крыльца расположены не по центру, а смещены влево. Стены северного придела укреплены контрфорсами. Алтарная часть имеет два яруса тройных полукруглых апсид.
Строителям храма удалось найти правильные соотношения и соразмерность его основных частей. Силуэт мощных арок, несущих галерею, повторен в изящных и богато орнаментированных окнах галереи, которая является основным зрительным центром композиции. Далее он находит свой отклик в полукружьях ложных закомар, на которых присутствуют росписи, в настоящее время уже значительно стершиеся.
Храм богато декорирован фигурной кладкой, рельефным декором и изразцами. Глубокие кессоны-ширинки с изразчатыми вставками подчеркивают горизонтальные членения галереи. Впервые в ярославском зодчестве четверик Воскресенского храма украшен так же пышно, как и галерея.
Основной декоративный элемент галереи — изящная аркада окон, простенки которых заполнены пучками полуколонн. Аркаду дополняет кессонированный пояс из глубоких ширинок с изразчатыми вставками. Рисунок ширинок повторяется в декоративном оформлении крылец. Декор верхней части основного здания храма составляет обрамление окон и пучки полуколонок, заполняющие простенки. Под кровлей здания расположен расписанный пояс, включающий ложные закомары, расписанные библейскими сюжетами и их обрамление с декоративной росписью. Росписи ложных закомар были переписаны маслом в конце XIX века и в 1952 году.

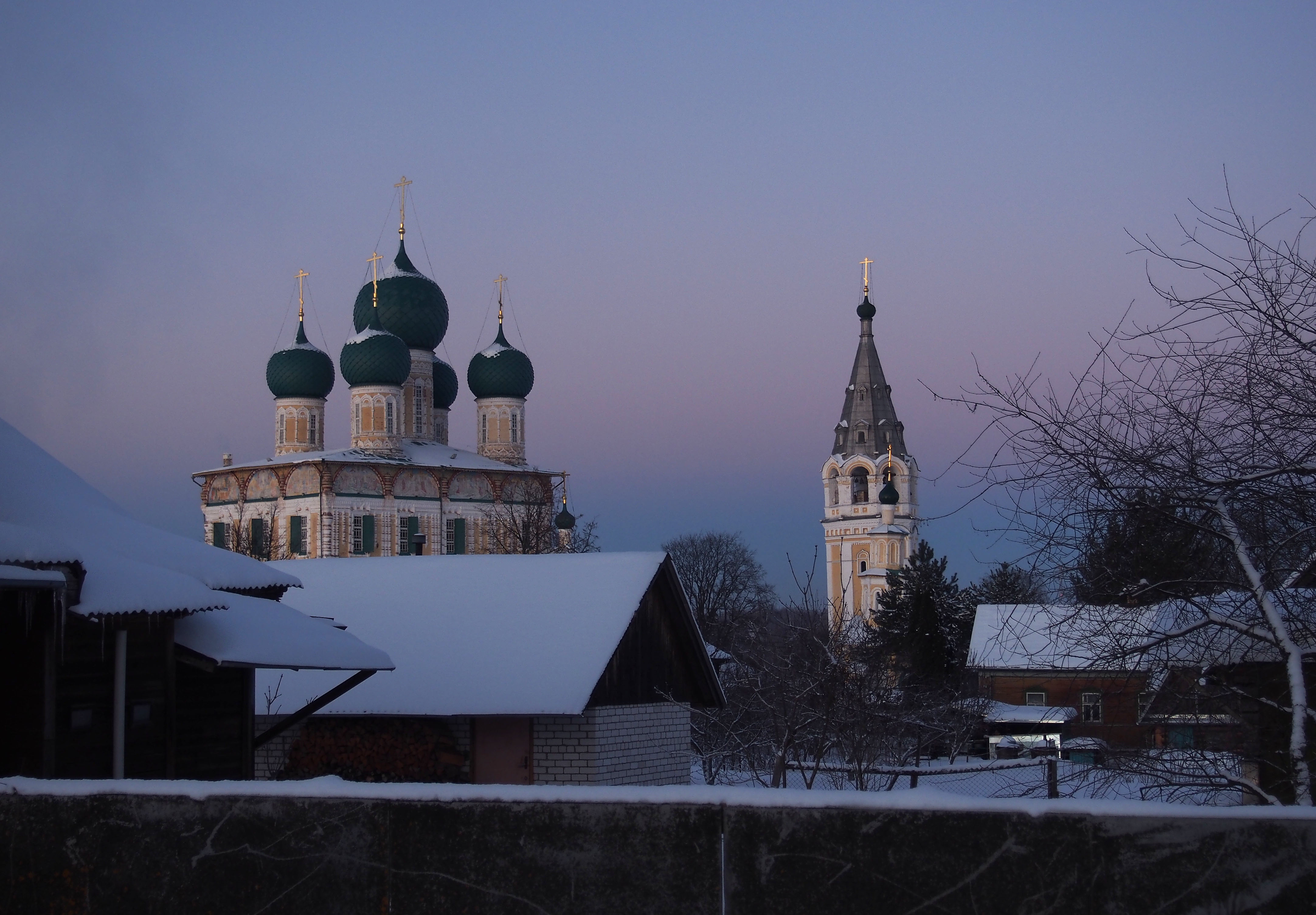
Вид c юго-запада
Вид с запада
Западное крыльцо
Западный фасад
Западный фасад и галерея
Вид с северо-запада
Вид со стороны алтаря
Южный фасад
Южный (Борисоглебский) придел
Вид с юга. Колокольня и Святые ворота
Главы собора
Декор юго-западного угла
Окна южной галереи
Наружная икона на стене Борисоглебского придела
Изразцовый фриз Святых ворот

## Росписи
Храм был расписан в 1680-х годах артелью ярославских художников, чьи имена неизвестны. Тутаевские росписи выделяются замечательным разнообразием повествовательных сюжетов даже среди ярославских памятников.
В пространстве четверика изображены, в первую очередь, евангельские сюжеты. Одним из ключевых сюжетов для росписей XVII века был Страшный суд, традиционно расположенный на западной стене четверика и занимающий всю её плоскость полностью. Рядом размещены спокойные и уравновешенные эпизоды на темы умиротворения и оправдания души человека на грядущем суде.
Важное место занимают, согласно посвящению храма, также сюжеты на общую тему Воскресения, расположенные на галерее с северной стороны. Обычно в церквях XVII века происходит объединение различных сюжетов о Воскресении — Иисуса, Лазаря и так далее, — в единую композицию.
На южной стене четверика расположены семь Вселенских соборов.
На южной стене галереи размещены сюжеты их первых глав Книги Бытия: Сотворения мира, жизнь Адама и Евы в Раю и другие.
Показана жизнь Адама и Евы среди ручных зверей, на фоне спокойного лирического пейзажа. На западной стене галереи иллюстрированы сцены всемирного потопа и история Ноя. Рядом размещена сцена сооружения Вавилонской башни.
На сводах входной лестницы с южной стороны помещен цикл Апокалипсиса.
Большинство изображений комментируется объяснительными надписями. Последние представляют собой не только библейские и евангельские тексты, но и популярные в XVII веке вирши (стихи) Симеона Полоцкого.
Встречаются среди росписей и достаточно редкие сюжеты: например, древнерусская повесть о Евлогие-каменосечце.

### Наружные росписи
Особенность храма — богатые росписи наружных стен. Стены центральной части заканчиваются ложными закомарами, поверхность которых была заполнена фресками XIX века, кроме того, на стенах имеется ещё несколько росписей иконописного типа: например, можно отметить образ святителя Николая Чудотворца, расположенный на южном фасаде храма, на стене одноимённого придела. Наружные фрески храма неоднократно переписывались масляной живописью.

## Иконы и убранство

### Иконостас
В соборе сохранилось множество древних икон и образцов деревянной скульптуры. Деревянный иконостас собора с тонкими золочеными раскладками создан позже самого здания, в начале XVIII века, но отличается от иконостасов этой эпохи отсутствием излишней пышности, свойственной стилю барокко, благодаря чему он органично сочетается с росписями XVII века.

### Спас Борисоглебский
Одна из наиболее почитаемых икон собора — огромный трехметровый поясной образ Спаса Всемилостивого (298 × 276 см). Лик Спасителя на ней занимает основную часть иконы, а благословляющая рука и Евангелие оказываются непропорциональны ему — возможно, изначально иконописец планировал изобразить «Спас Оплечный». В летнем храме икона располагается у северо-западного столба, ближе к северной стене. При переносе в зимний храм икону располагают в юго-восточном углу помещения.
Есть несколько версий происхождения этой иконы. Все популярные легенды, так или иначе, относят икону к XIV—XV векам. По одному из преданий, она была написана Дионисием Глушицким в начале XV века. Также существует легенда, что икону принесла река Волга, и волны прибили её к берегу у Борисоглебска. Третья версия рассказывает о даре некоего князя, в котором искусствовед, краевед и историк Юрий Шамурин видел впоследствии канонизированного в лике благоверных угличкого князя Романа Владимировича, который был основателем города Романова во 2-й половине XIII века. Этому князю икона «Спас Борисоглебский» была дарована «монахами из заморского края». Также среди современного населения Тутаева существует версия, что икона была частью деревянных небес старого храма, а впоследствии была вставлена в раму.
В 1749 году митрополит Ростовский и Ярославский Арсений (Мацеевич) распорядился вывезти икону в Ростов Великий, в архиерейский дом, где она была до 1793 года. Некоторые исследователи (например, К. Д. Головщиков) в связи с этим выдвигали гипотезы, что икона в Ростов не вывозилась, а там и была создана в XVIII веке, после чего отправлена в Романов-Борисоглебск, а легенды о ней были созданы впоследствии.
Под иконой устроен специальный проход, через который верующие должны «прониматься», то есть проползать на коленях. При перенесении богослужений из зимнего храма в летний и наоборот икону также переносят: в воскресенье перед днём празднования перенесения мощей Николая Чудотворца из Мир Ликийских в Бари (22 мая) и в воскресенье перед праздником Покрова Пресвятой Богородицы (14 октября) соответственно. В обоих храмах для иконы создана специальная рама с подъемным механизмом.
Традиционно каждое лето проводится крестный ход с иконой: один раз по борисоглебской стороне города (в десятое воскресенье после Пасхи (престольный праздник Воскресенского собора) и один раз — по романовской (в воскресенье перед Ильиным днем). Для второго крестного хода икону перевозят на пароме и при крестном ходе останавливаются у каждого из храмов романовской стороны. Во время хода икону несут на огромных носилках несколько десятков человек. Крестный ход с иконой по борисоглебской стороне прерывался в то время, когда икона была в Ростове (1749—1793 годы), а также с 1930-х по 1990 года, когда храм был закрыт. Крестный ход по романовской стороне был установлен только в 1888 году.

### Распятие
Важной святыней является также Распятие, врезанное в икону с предстоящими Богородицей, Марией Клеоповой, Марией Магдалиной слева, Иоанном Богословом и Лонгином Сотником справа. Оно относится, предположительно, к XV—XVI векам и, по преданию, было найдено на берегу Волги. Распятие выполнено в условной, отчасти геометрической манере.

### Надпрестольная сень и скульптура Николы Можайского
Надпрестольная сень и резной киот со скульптурным изображением Николы Можайского, созданные в 1654 году, представляют собой уникальный образец русской деревянной пластики. Основания сени выполнены плоской резьбой в виде шестикрылых серафимов, створки киота в виде сквозной решетки со стилизованными цветами. Фигура Николы Можайского располагается в летнем храме справа от Спаса Борисоглебского, воздел северо-западного столба. Скульптура в очень хорошей степени сохранности, она несколько архаична, но не лишена динамики. Правая рука святого сжимает достаточно короткий изогнутый меч, занесенный над головой, а в левой руке некогда находилась модель храма. До сих пор в храме сохранилась традиция менять святителю Николаю, в зависимости от праздника, разного цвета ризы и шитые бисером тапочки. На голове святителя одета шитая золотыми нитями митра конца XIX — начала XX веков, которая в советское время едва не была утрачена. Основные святыни храма, как и огромный образ Спаса, каждый год переносят между летним и зимним храмами.

### Остальное убранство
Интересны скульптурные изображения львов в подножьях ктиторских мест, расположенных между иконостасом и юго-западным столбом. Они изображены достаточно упрощенно и наивно и, возможно, были созданы местными мастерами. Также в храме сохранились древние паникадила.

## Фотографии интерьера

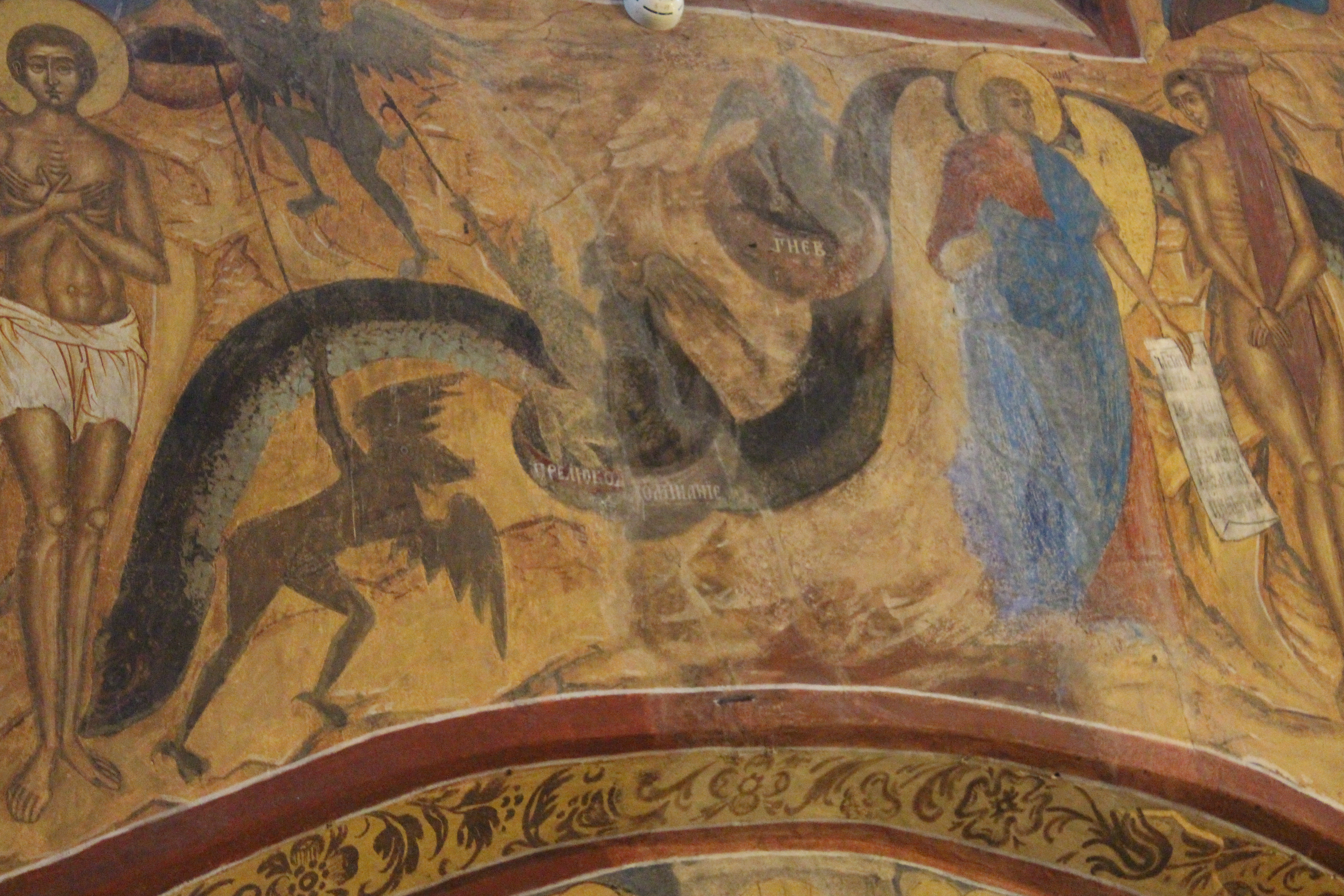
Страшный суд. Западная стена четверика
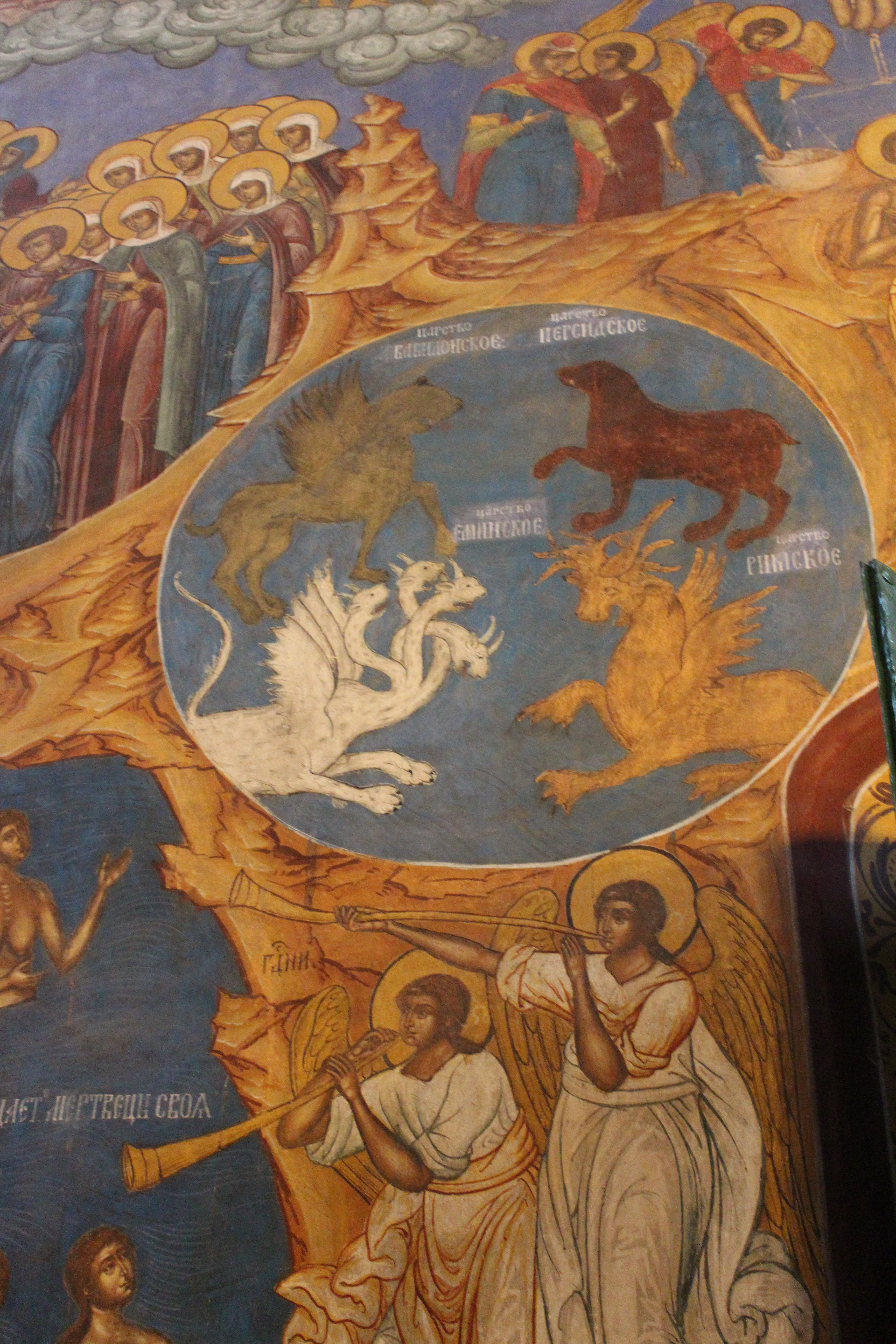
Страшный суд. Четыре царства. Западная стена четверика
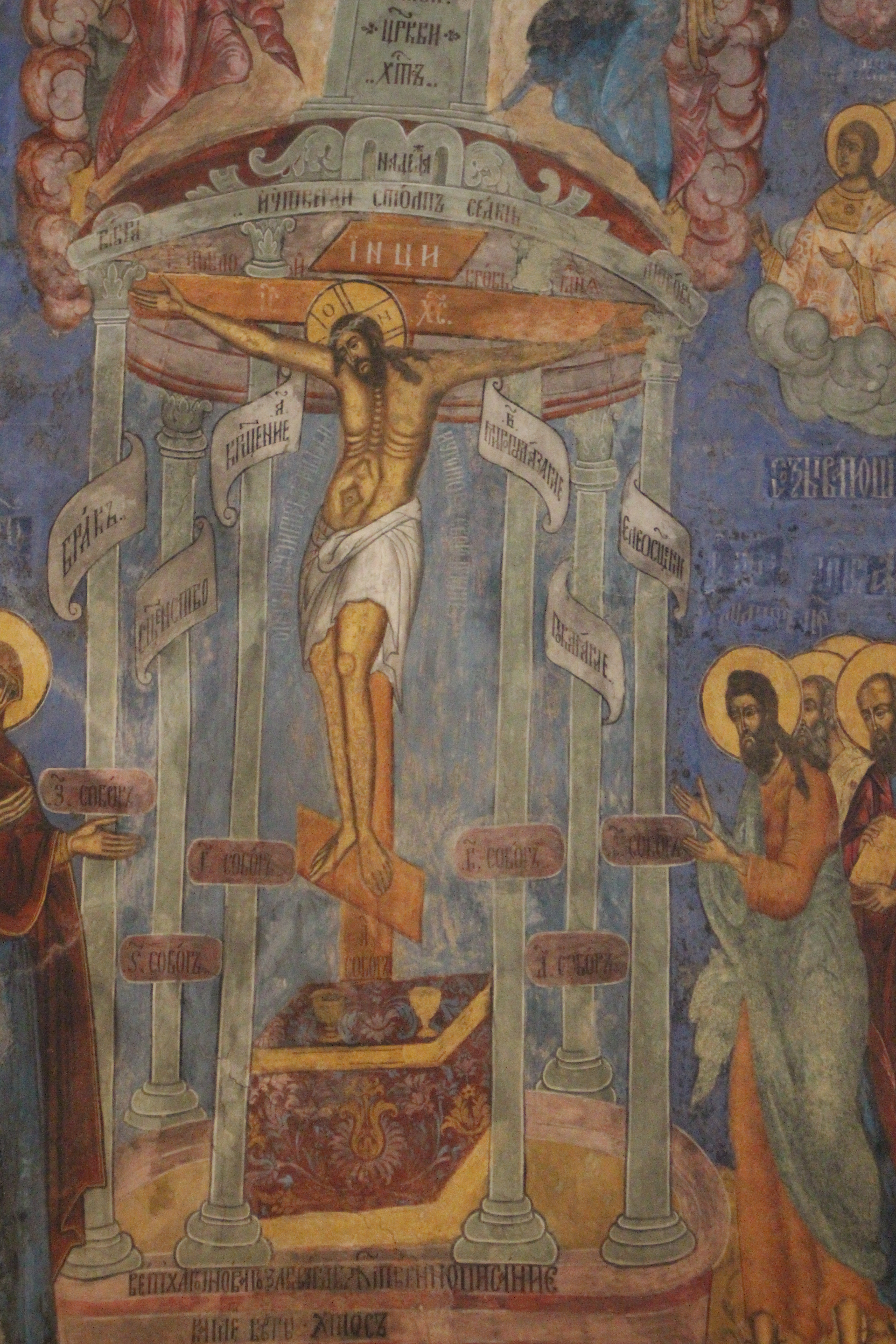
Распятие. Западный свод
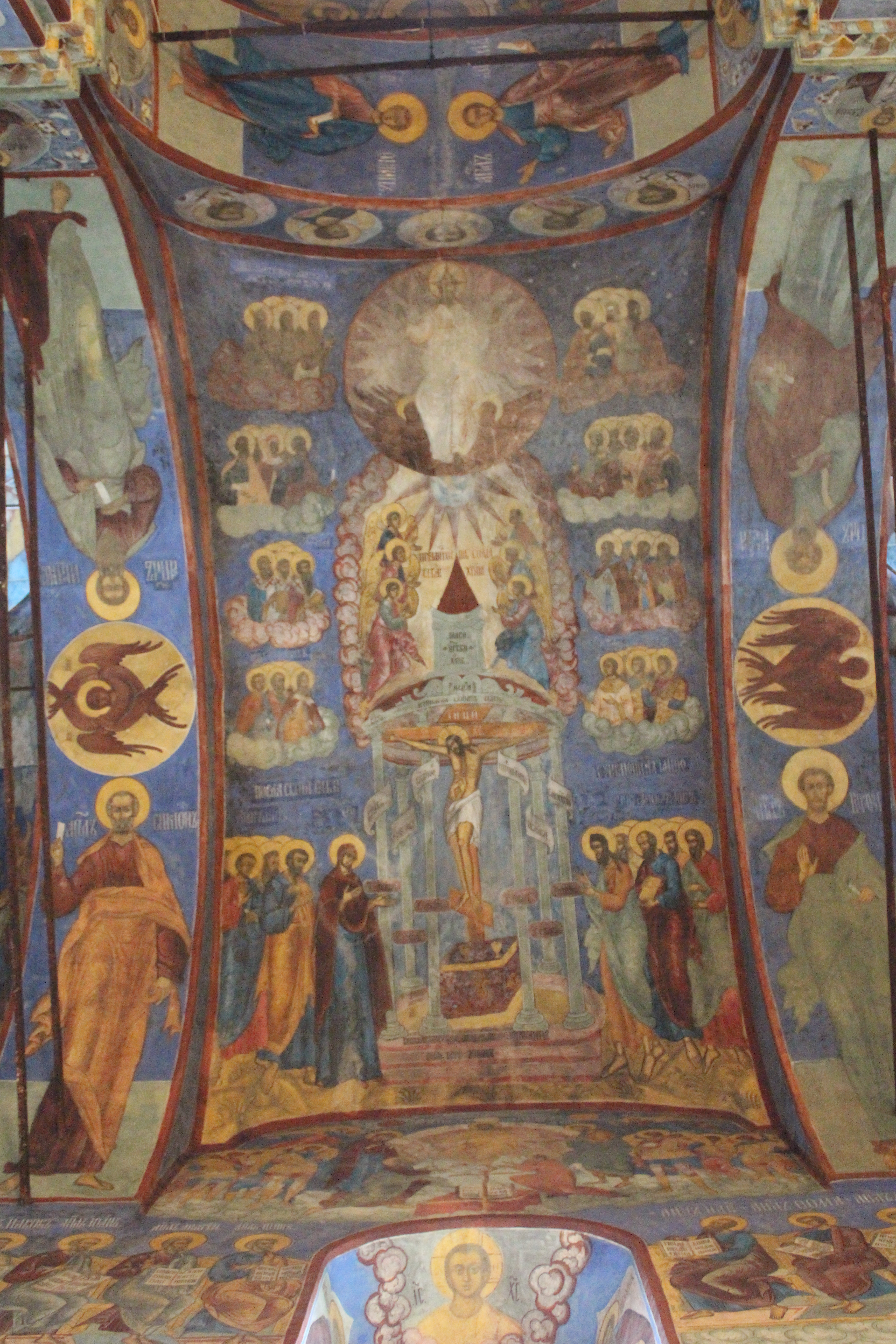
Распятие. Западный свод
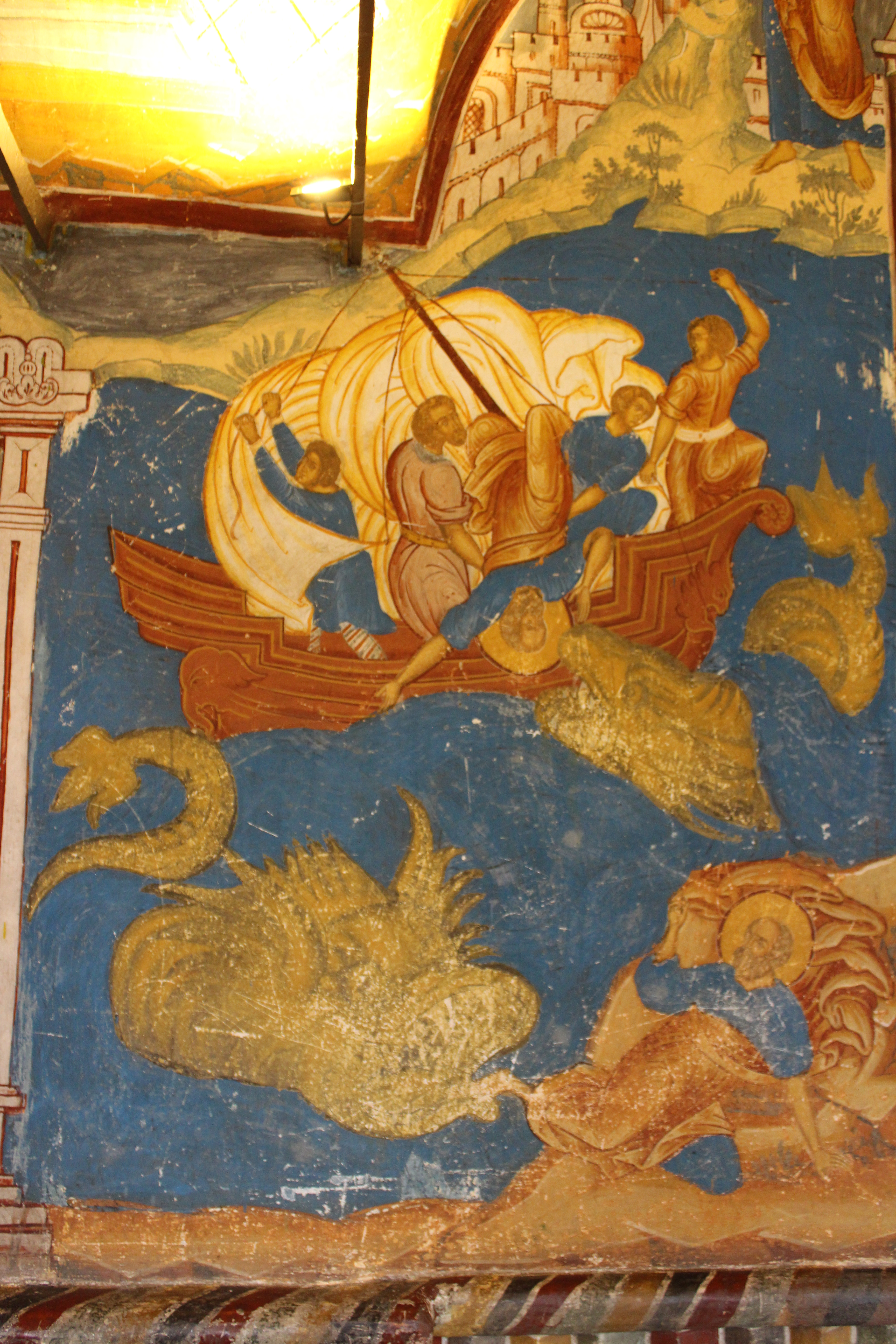
Падение Ионы во чрево китово. Северная галерея
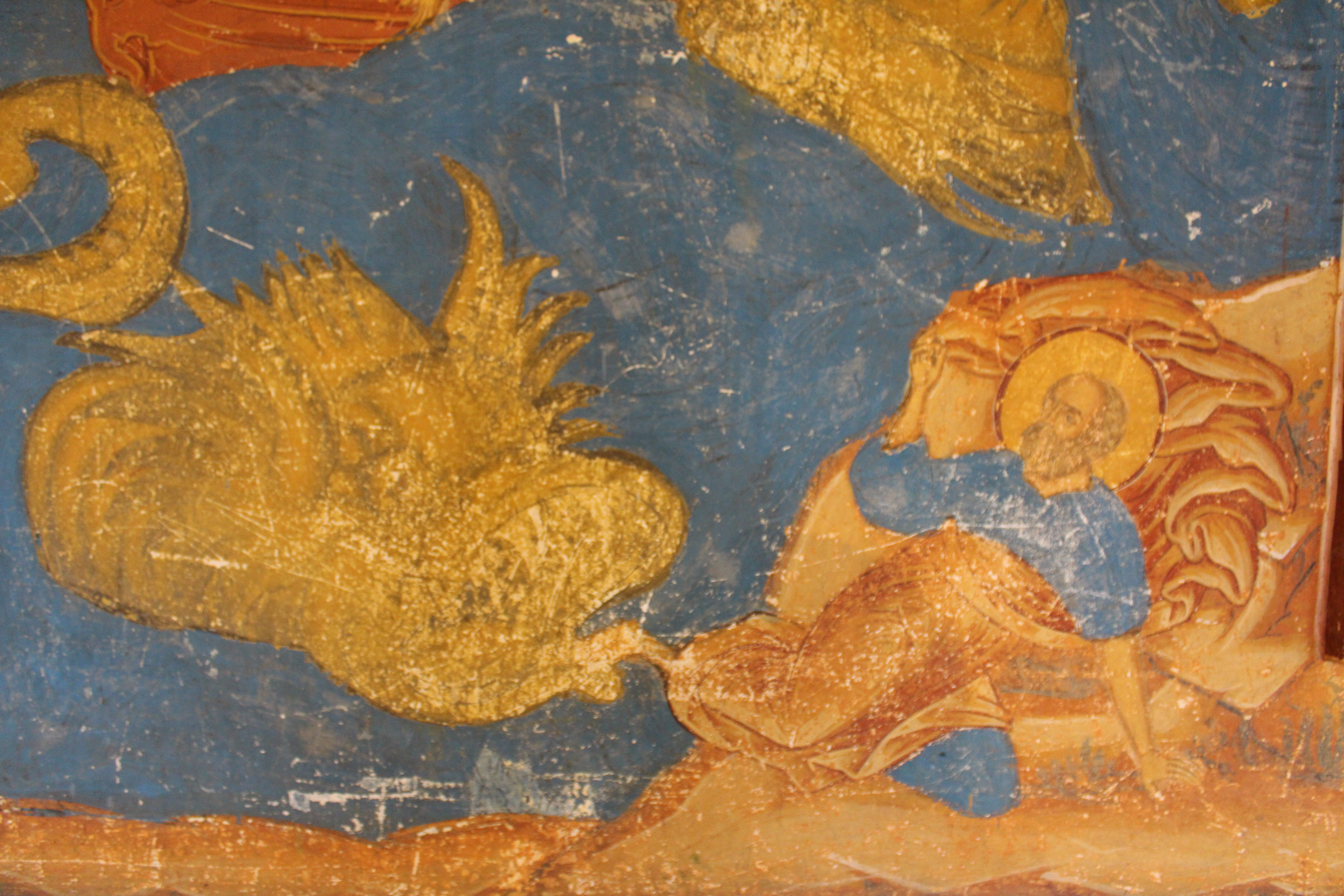
Падение Ионы во чрево китово. Северная галерея
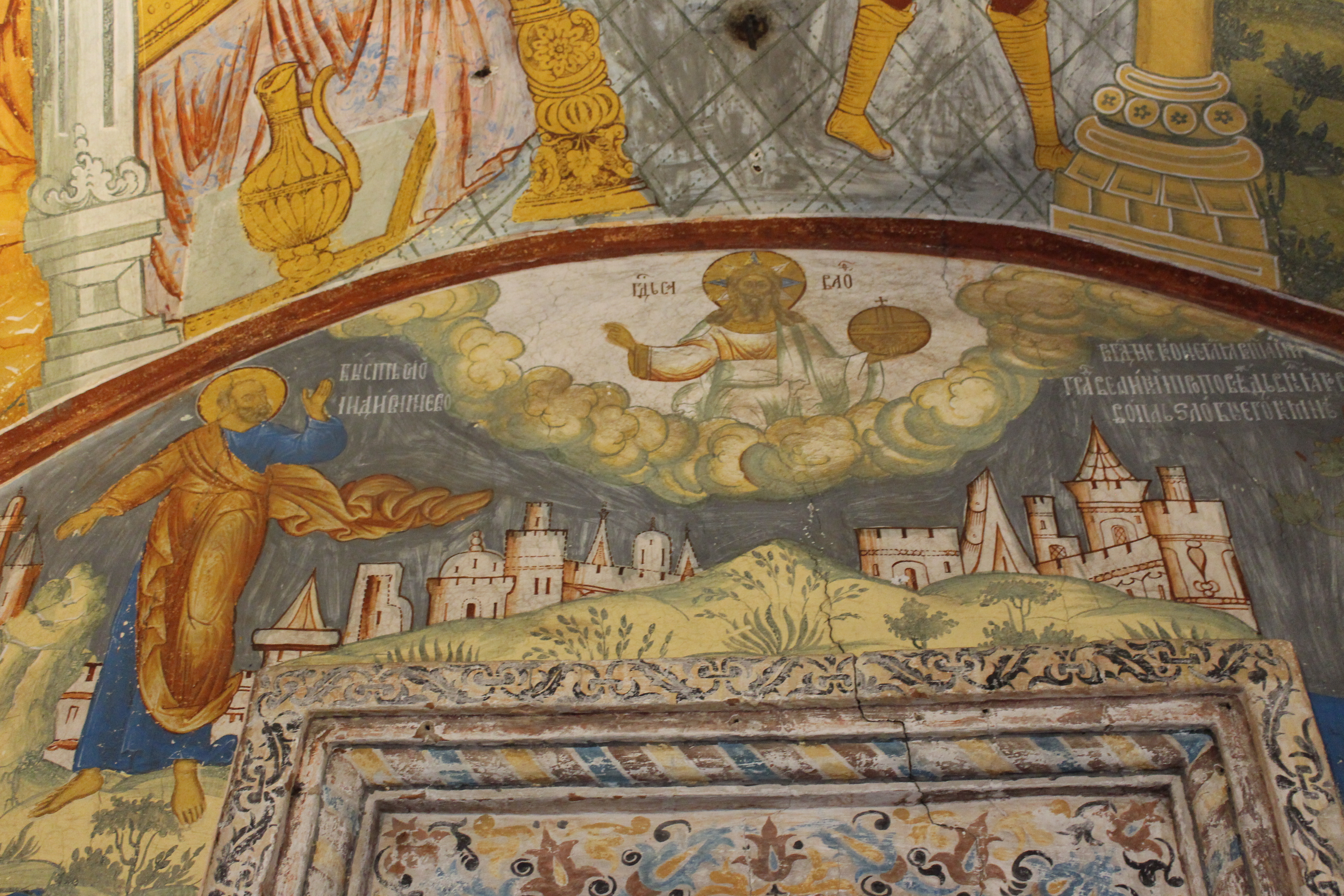
Иона. Северная галерея
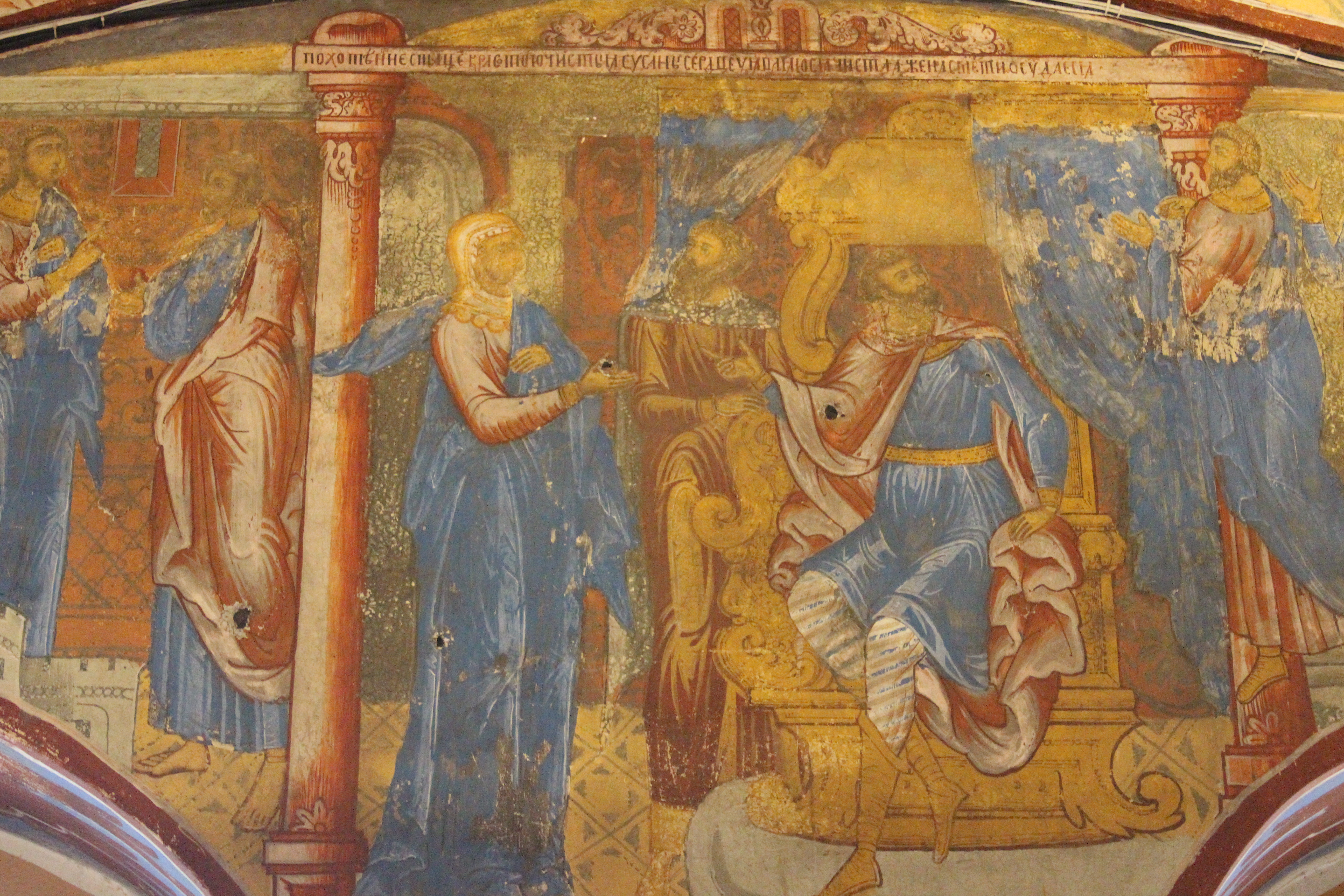
Сусанна и старцы. Северная галерея
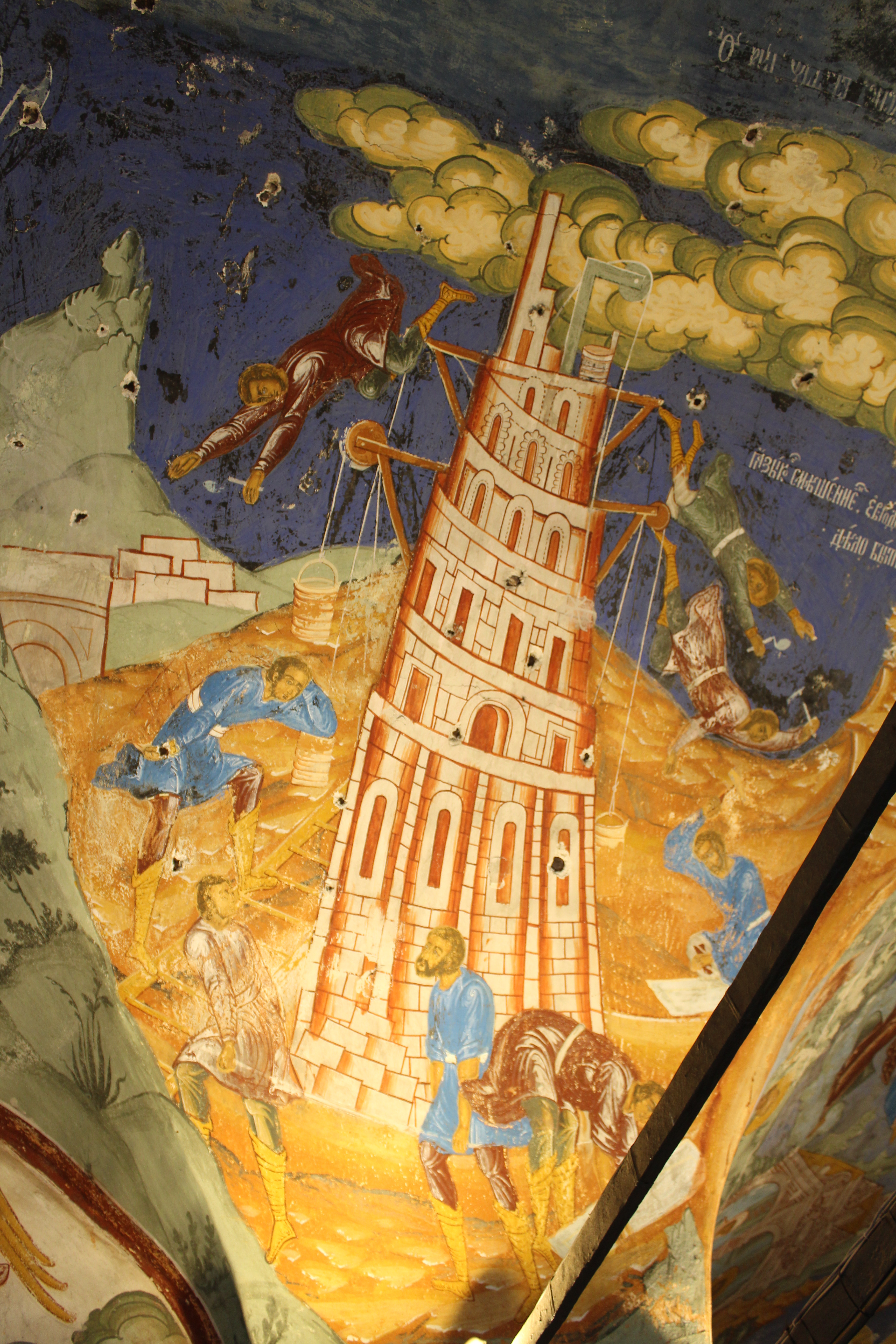
Вавилонская башня. Западная галерея
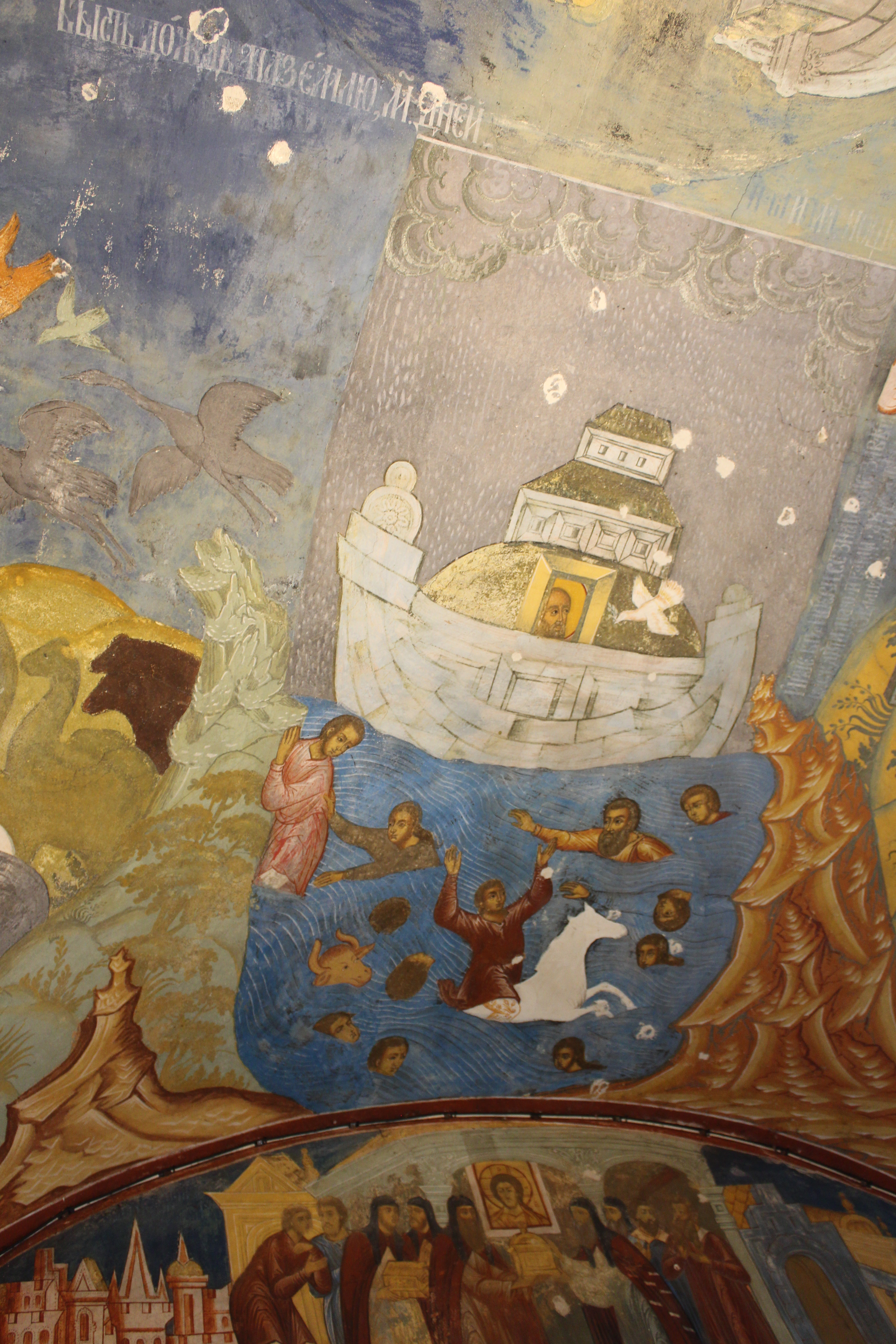
История Ноя. Юго-западный угол галереи
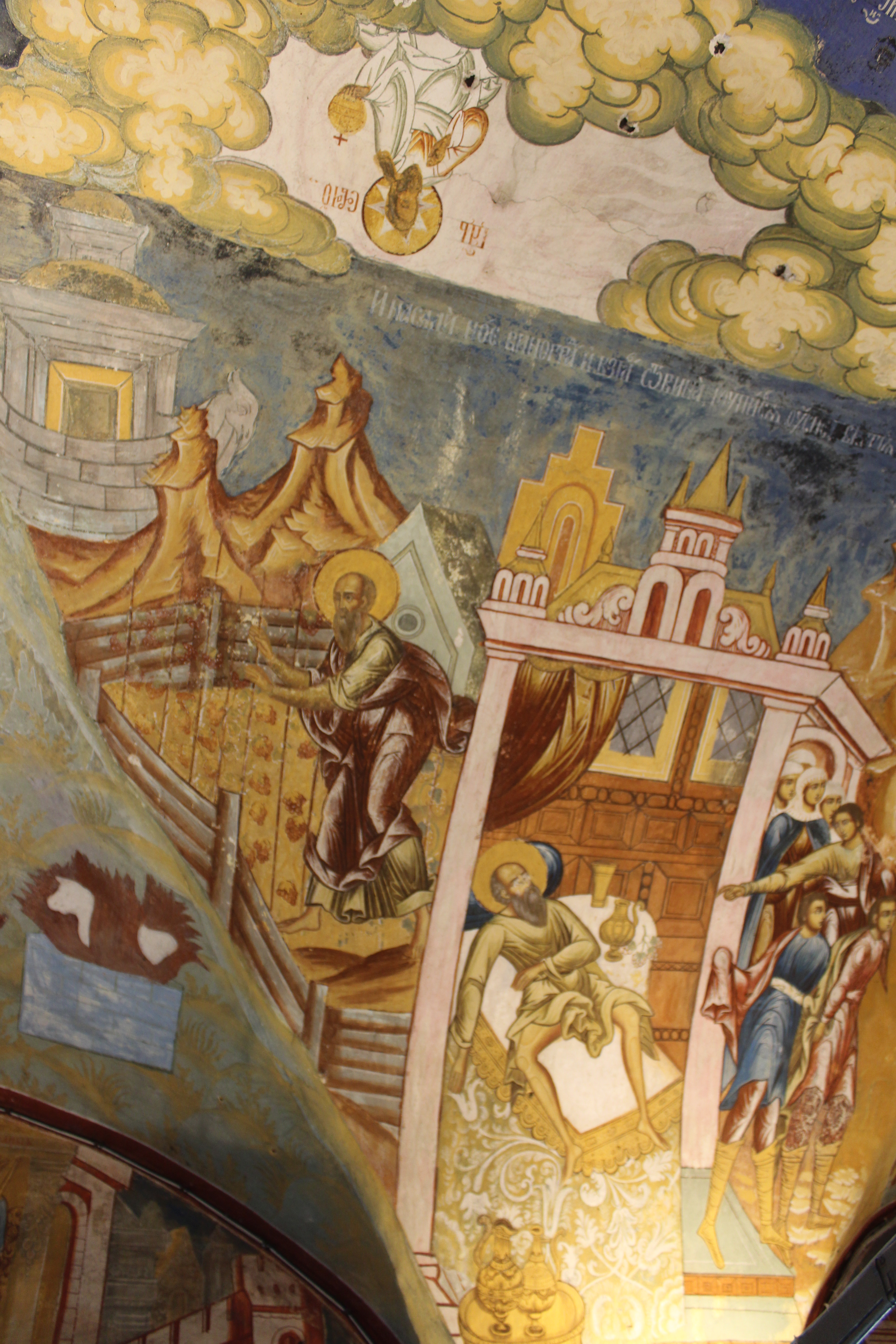
История Ноя. Юго-западный угол галереи
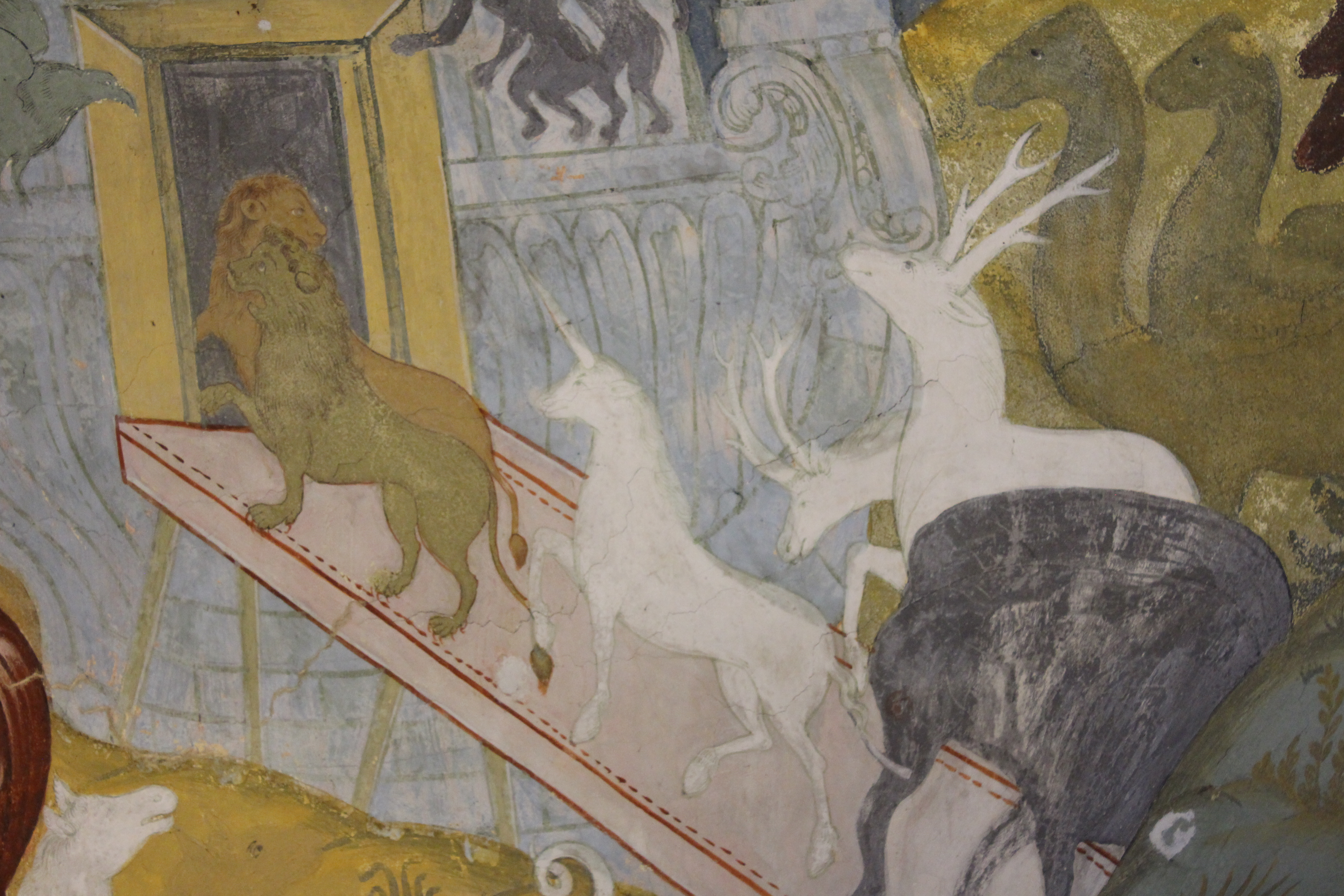
История Ноя. Юго-западный угол галереи
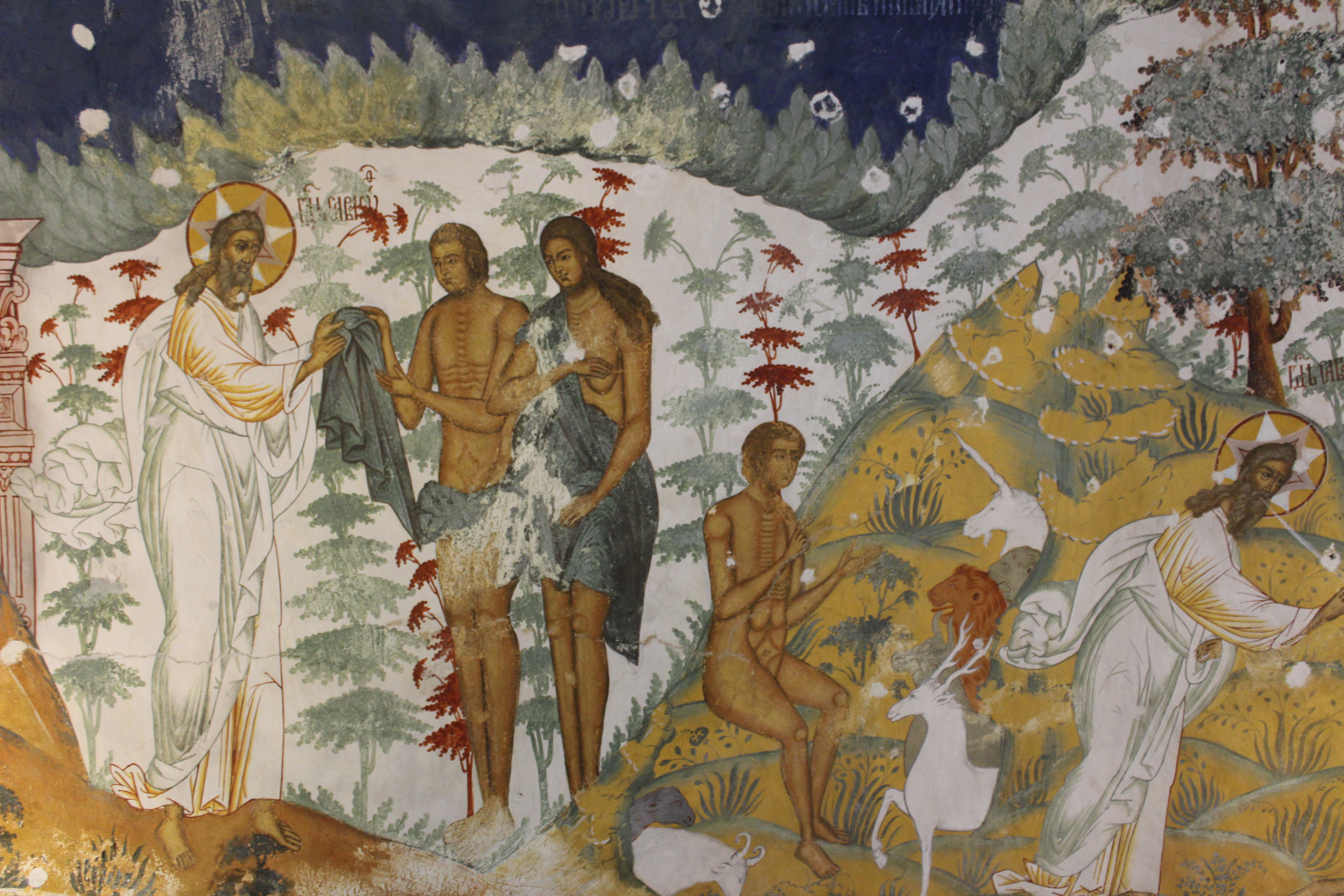
История Адама и Евы. Южная галерея
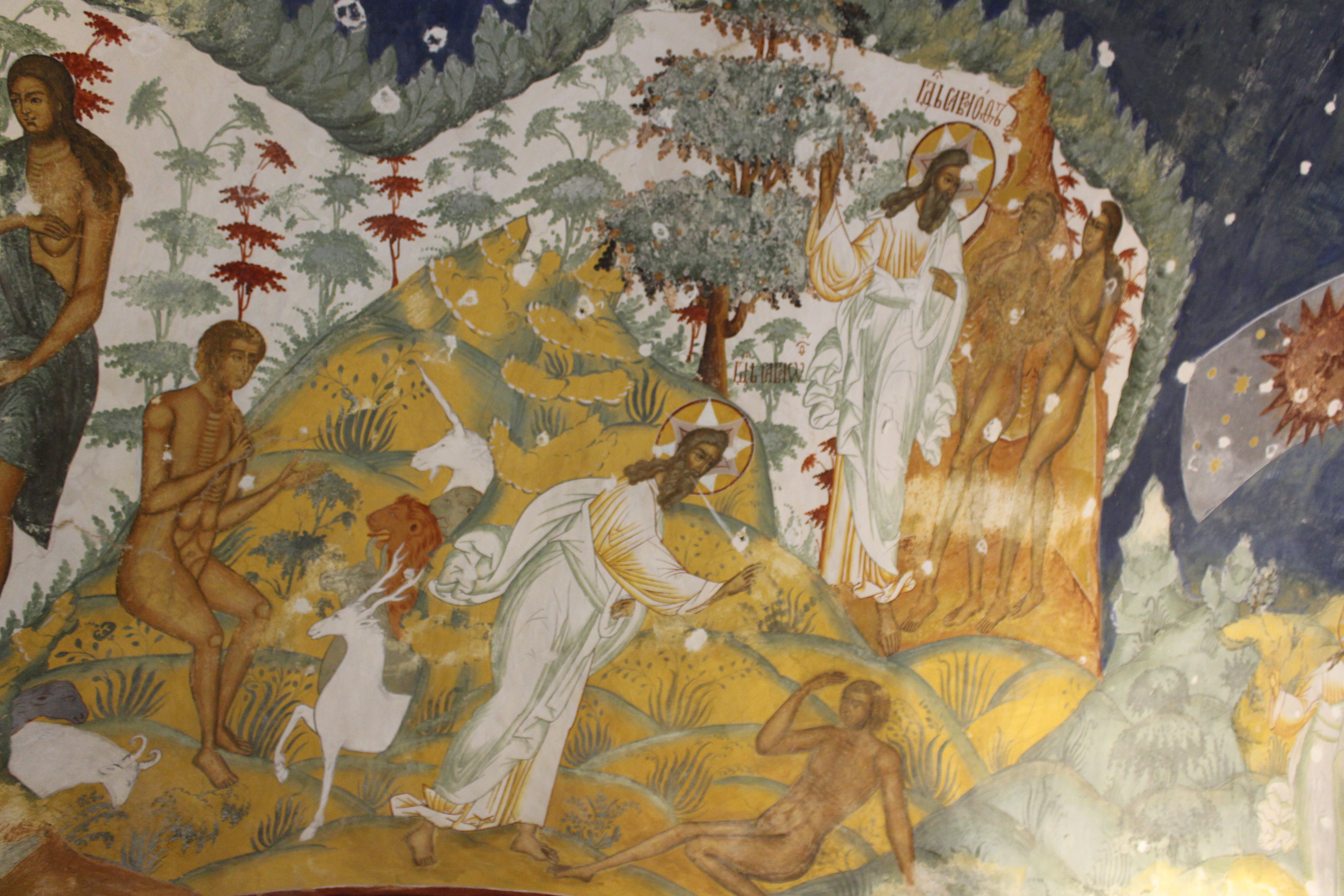
История Адама и Евы. Южная галерея
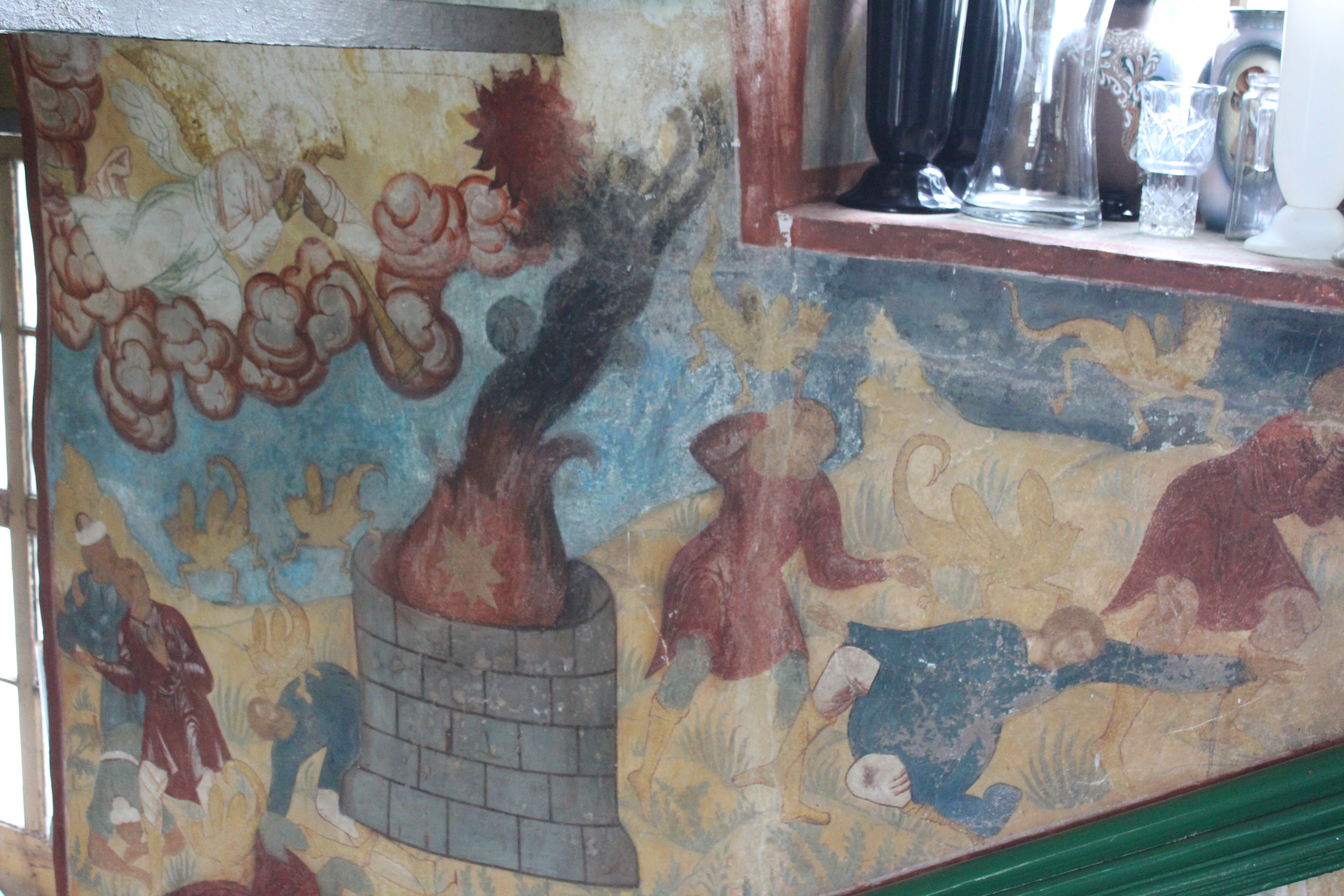
Апокалипсис. Южная лестница
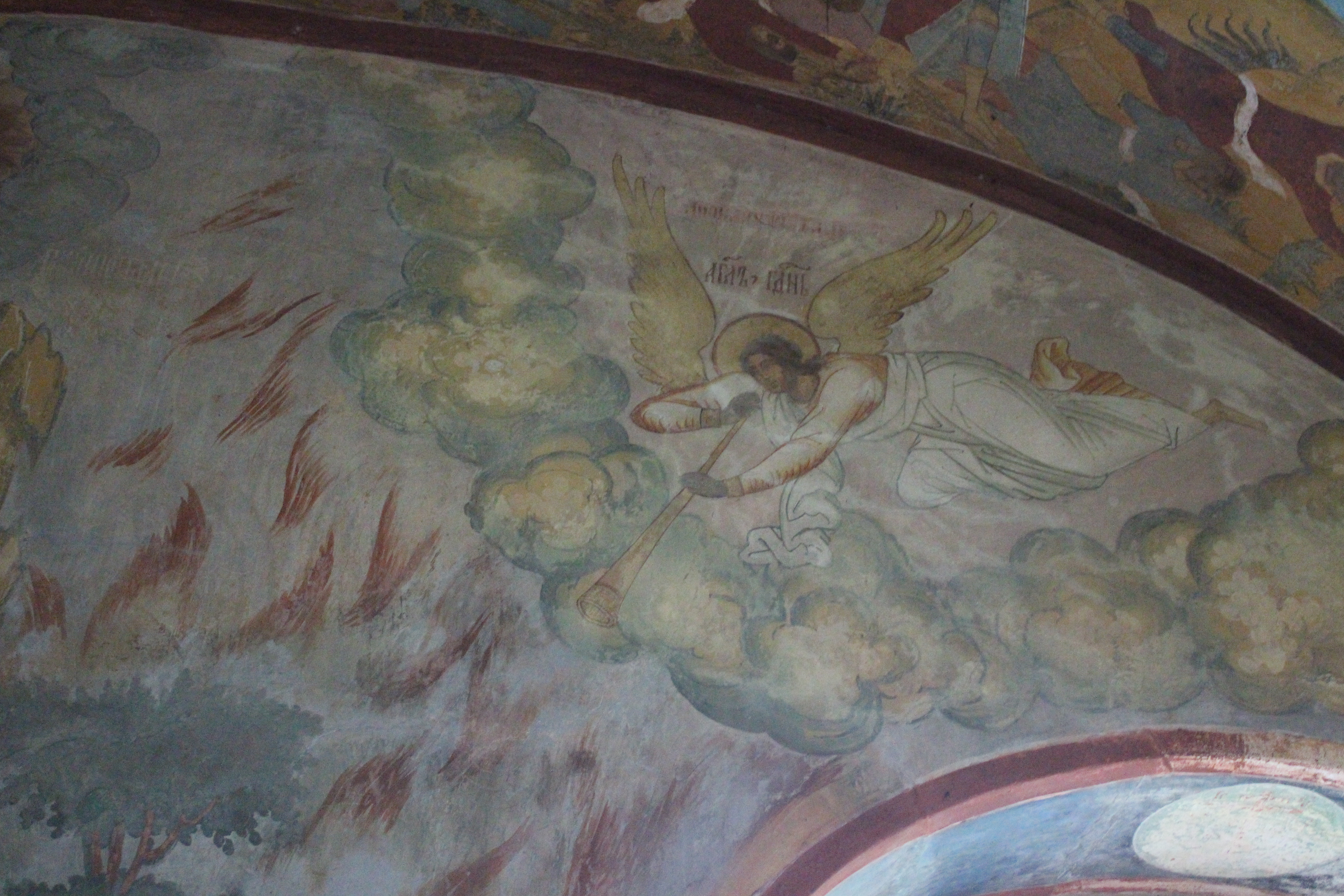
Апокалипсис. Южная лестница
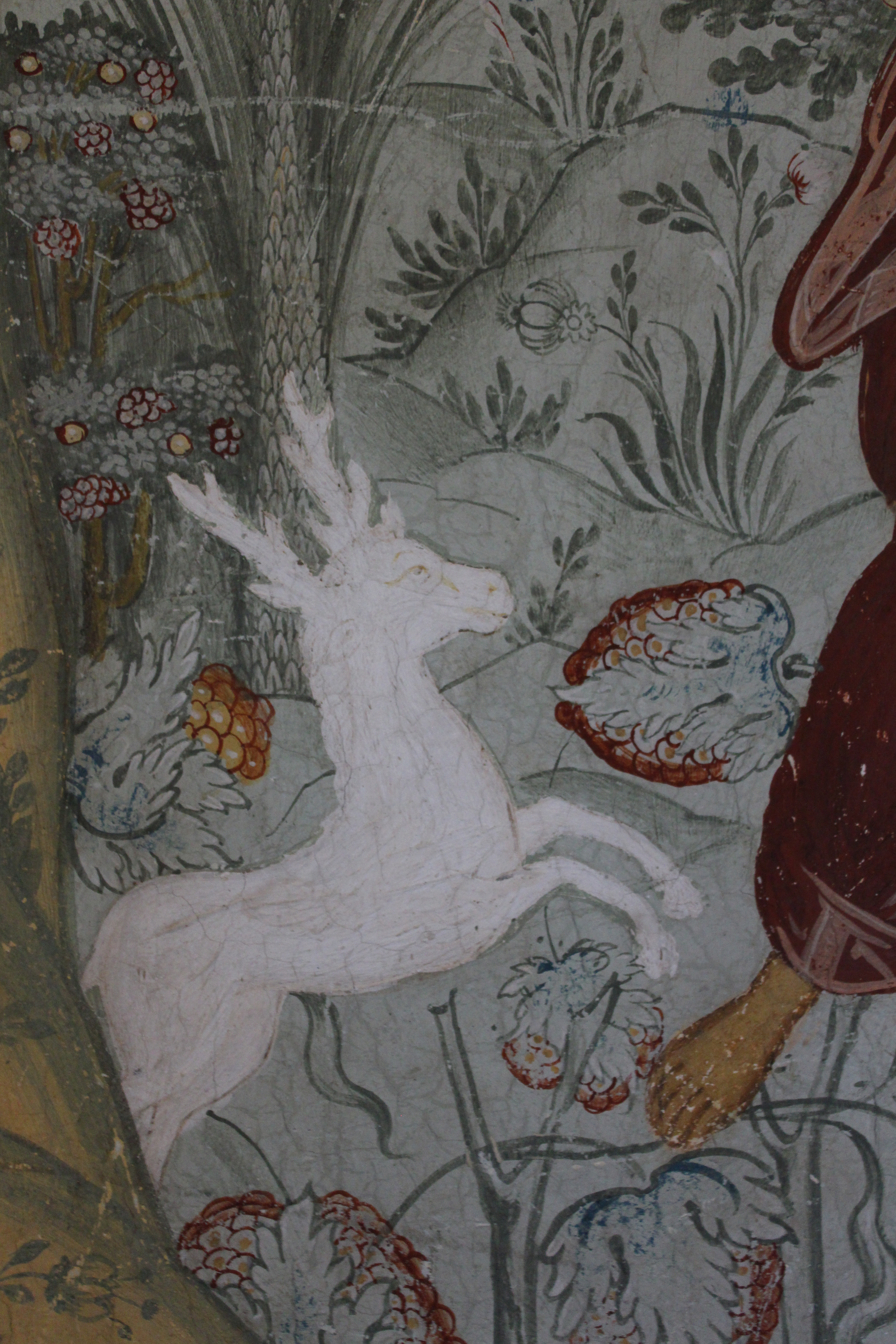
Олень. Северная галерея
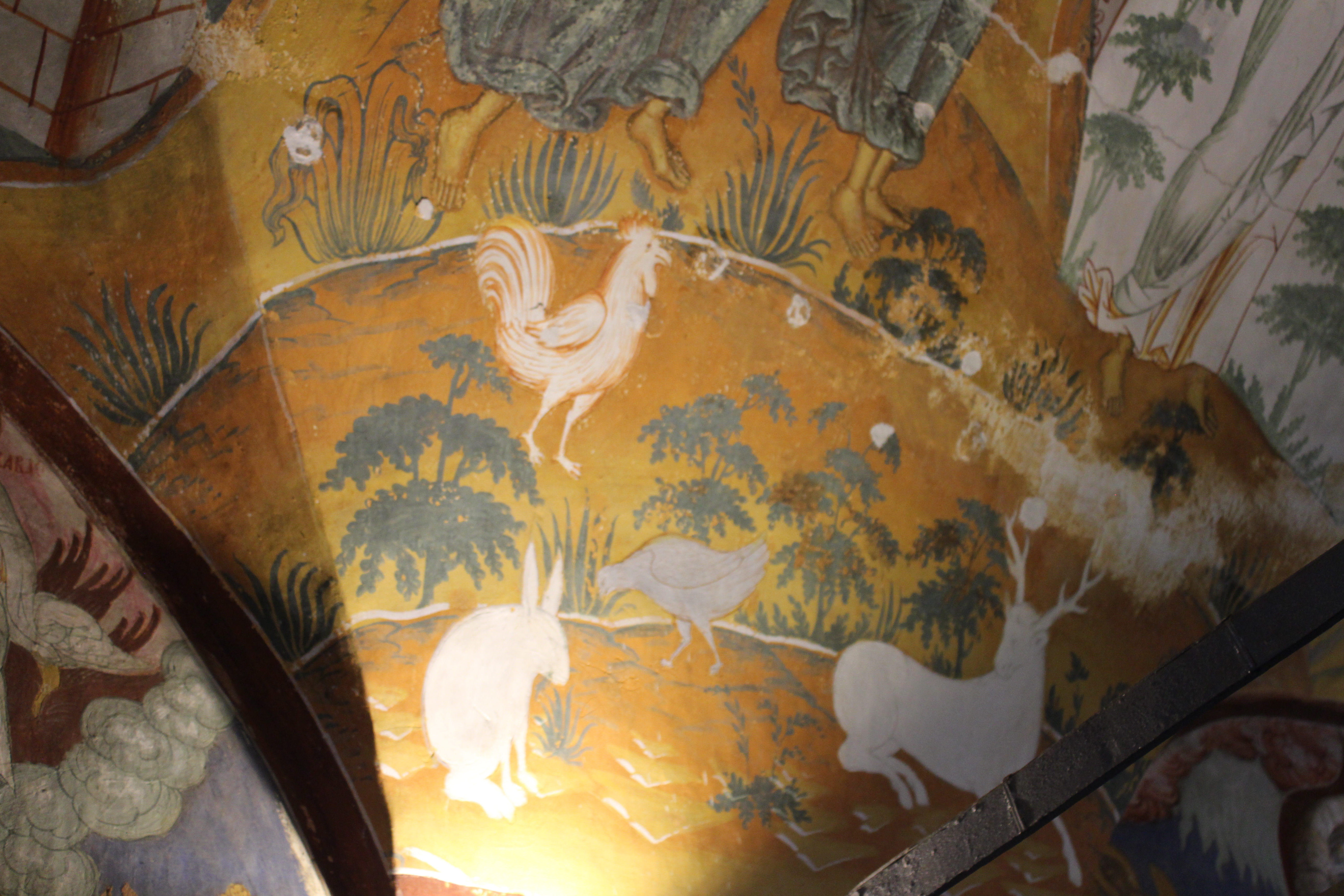
Животные из цикла Сотворения мира. Южная галерея
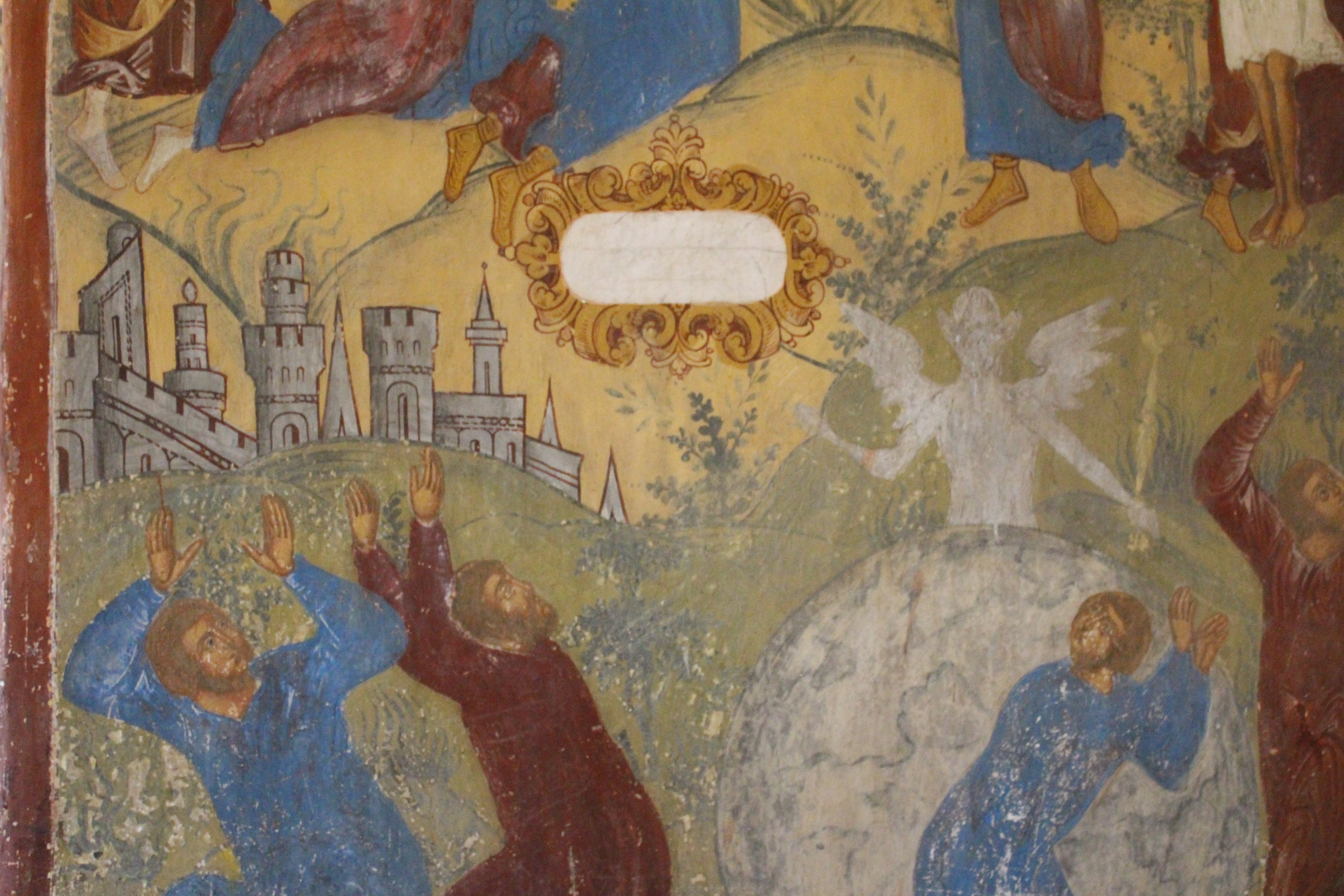
Пример закрашенной надписи. Южная галерея
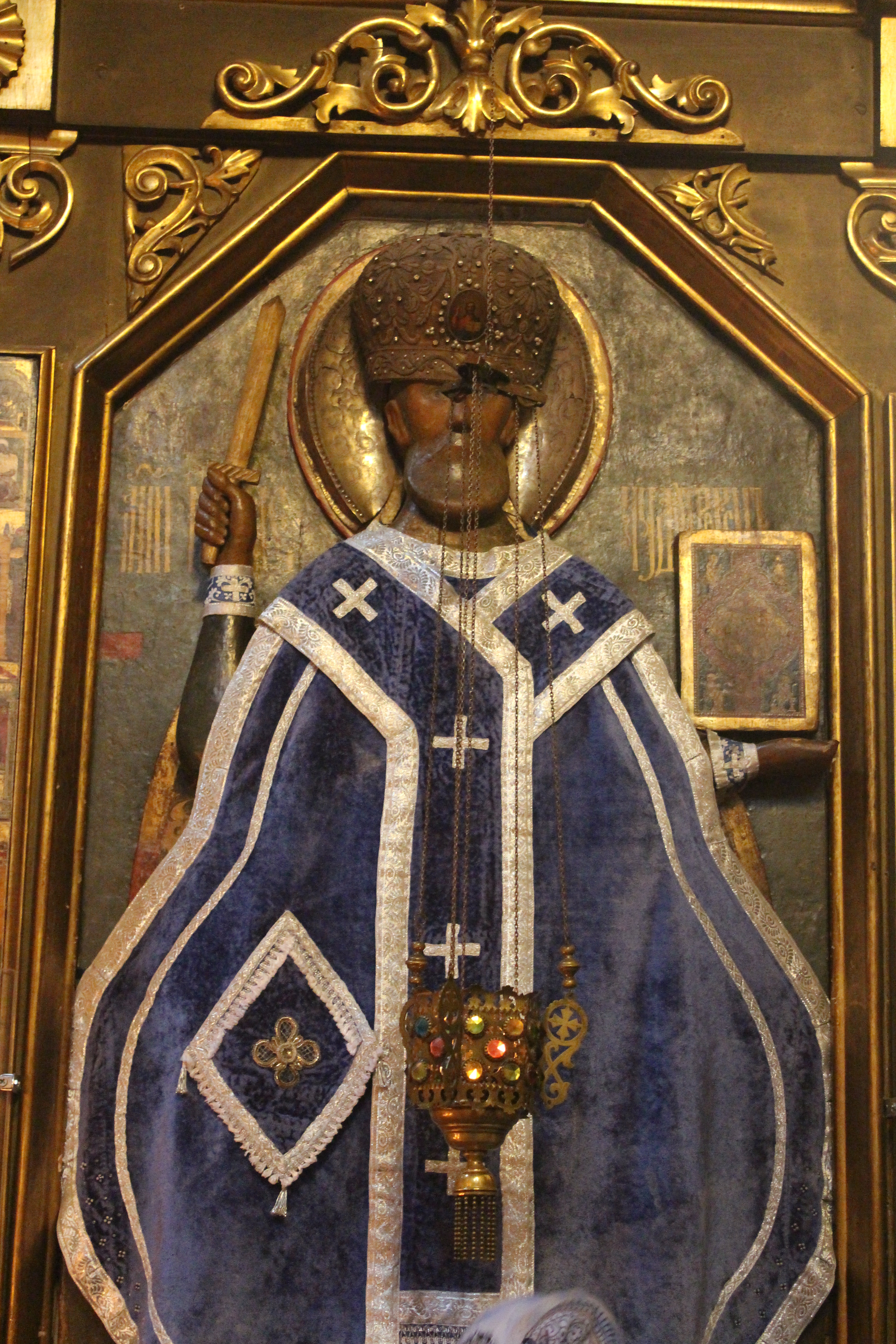
Икона "Никола Можайский"
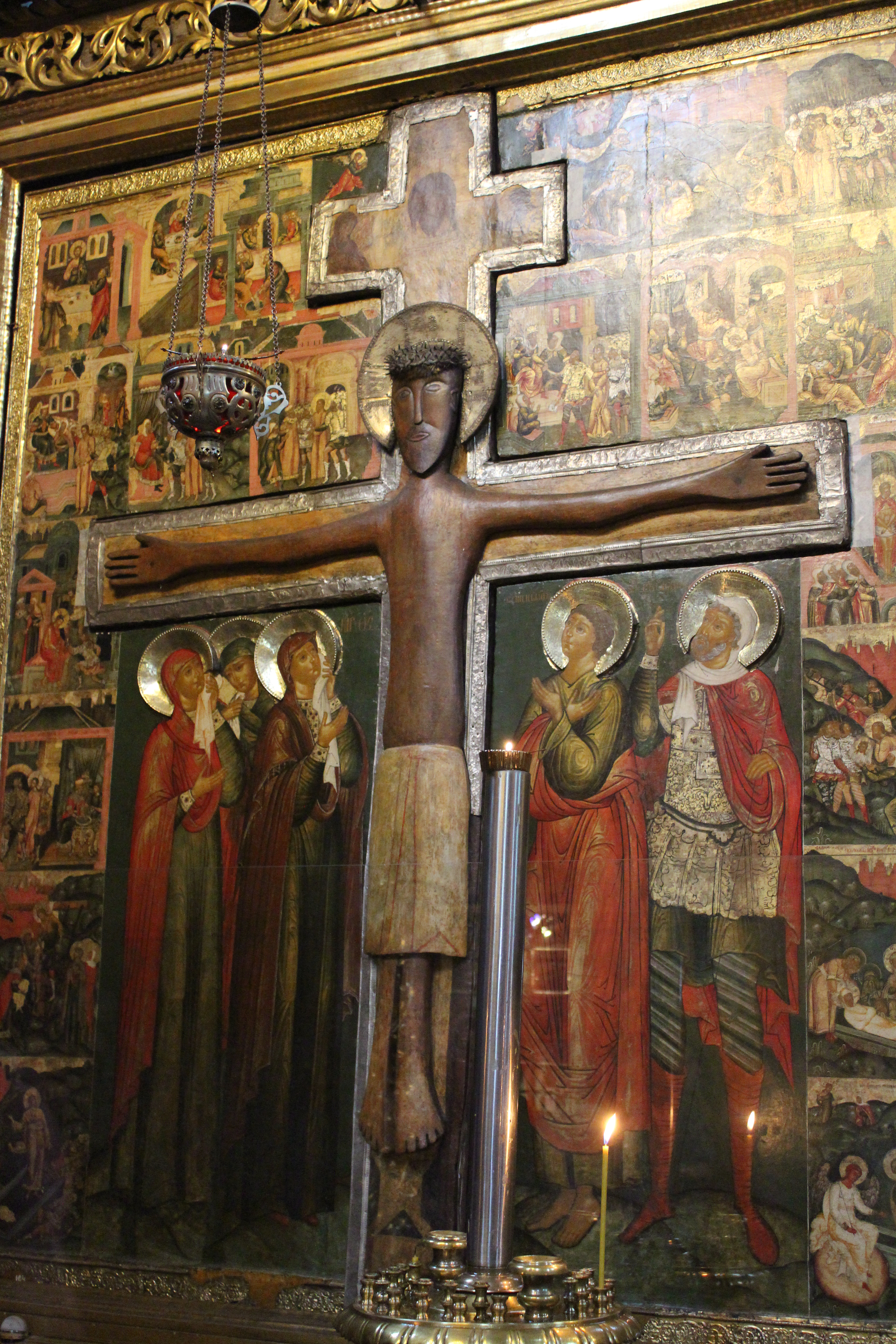
Скульптурное Распятие